# Manuel Alcuaz
Manuel Alcuaz (Brandsen, 23 de octubre de 1888-La Plata, 28 de mayo de 1973) fue un político argentino perteneciente a la Unión Cívica Radical. Fue intendente de Brandsen, entre 1923 y 1926, diputado y senador de la provincia de Buenos Aires en varias oportunidades.

## Biografía y vida personal
Manuel Alcuaz, era hijo de Francisco Alcuaz y Sebastiana Primicia, nació en la casa familiar de Brandsen (calle Moreno-Ruta 210 y Avenida San Martín, hoy Cooperativa de Agua de Brandsen) el 23 de octubre de 1888.
Junto a sus hermanos, Domingo, el mayor; Pedro, Enrique y Saturnino formaron la firma Alcuaz Hermanos que se dedicó a la industria ganadera y láctea, en especial la fabricación de quesos. Fue estanciero en Estación Gobernador Obligado, arrendatario invernador junto a la firma Alcuaz Hnos. en Estación Pirán y agricultor en Estación Casalins, partido de Pila. Asimismo incursionó en los negocios inmobiliarios. convirtiéndose en martillero público.
En 1921 se casa con María Luisa Jáuregui Lorda, hija del vasco-francés Pedro Jáuregui Lorda y de la británica María Uhalt. De esta unión nacerían seis hijos: Manuel Horacio, nacido en 1922; María Josefa, quien falleciera a los pocos meses de nacida; Néstor Alfredo, nacido en 1925; Susana Beatriz, nacida en 1928; Eduardo Enrique, nacido en 1932; y Luis María, nacido en 1935.
En 1925 se convierte en fundador y primer presidente del Club Progreso luego de que, junto a un grupo de asociados al Club Social de Brandsen, del que era directivo pero conducía el Partido Conservador, decidieran escindirse y formar un nuevo club.
También fue impulsor, fundador y primer presidente de la "Comisión Pro Sala de primeros auxilios", la cual fue abierta, de manera provisoria, en el edificio de la municipalidad (Avenida Sáenz Peña Nº 752). Asimismo, en 1963, formó la "Comisión de homenaje al teniente Origone", de la cual fue electo presidente. De esta comisión queda el monumento a Origone, el cual en su origen sería emplazado en la rotonda del encuentro de las rutas 210 y 215.

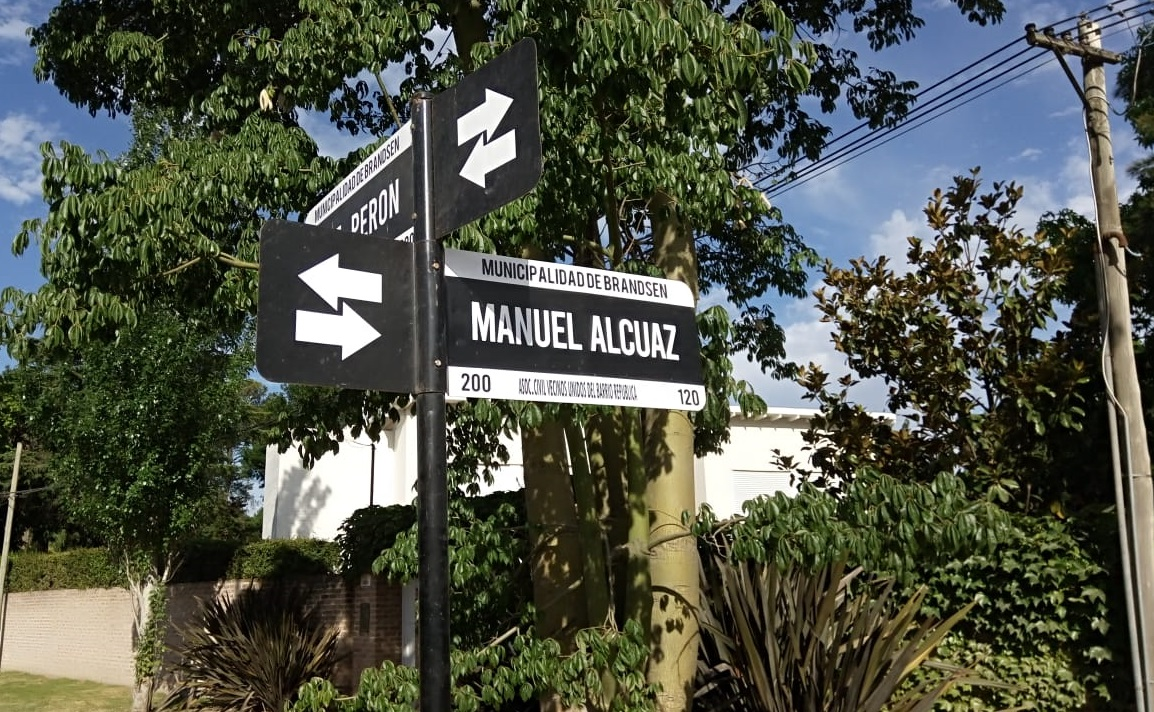
Intersección de la ruta provincial 215 y la calle Manuel Alcuaz, en el barrio República, Brandsen.

En 1967, ya retirado de la actividad política, vendió su casa en Brandsen, mudándose a la ciudad de La Plata. Al año siguiente decidió fundar el "Centro de residentes de Coronel Brandsen de La Plata", a fin de congregar a ayudar a aquellos que por diversas razones debieran residir en esa ciudad, siendo su primer presidente.
Finalmente falleció, con 84 años de edad, en La Plata el 28 de mayo de 1973. Su cuerpo fue trasladado a Brandsen donde descansa junto a sus padres y familiares en la bóveda familiar del Cementerio Municipal.
En diciembre de 2020 el Concejo Deliberante de Brandsen, mediante la ordenanza Nº 2118/20, resolvió imponer el nombre de Manual Alcuaz a una calle de dicha localidad, en homenaje a su trascendente vida pública.

## Carrera política
De joven comenzó a militar en la Unión Cívica Radical y, hacía 1918, comenzó su vida pública como consejero escolar. En 1922 concluye su mandato de consejero y al año siguiente es electo como intendente, cargo que ocupa alternadamente de 1923 a 1926. En 1926 es electo diputado provincial, cargo que ocupa del 26 de abril de ese año al 15 de diciembre de 1928.
En 1929 fue electo nuevamente Diputado provincial, cargo que ocupa del 29 de abril al 9 de noviembre de 1930, cuando es depuesto por el golpe de Estado a Yrigoyen, siendo detenido por unos días. A fines de 1932, y con una nueva revolución radical en marcha, fue detenido en Brandsen junto a sus correligionarios Andrés Juul, Alberto Jaureguiberry, Pedro Antúnez y Joaquín Aguirre, siendo liberado a los 7 días.
En 1946 y con elecciones libres, es electo senador provincial, cargo que ocupa desde el 25 de abril al 9 de noviembre de 1949. Al inicio de su mandato es electo por la legislatura bonaerense para presidir la "Comisión bicameral investigadora de delitos electorales". En 1947 es electo presidente de la "Comisión investigadora del alza de precios" del Senado provincial. Durante este periodo de gestión, su amistad con tantos dirigentes como Moisés Lebensohn y Amadeo Sabattini, y los renovadores del partido, junto sus maneras campechanas y amables de trato, hizo que mantuviera muy buena relación con el peronismo, gozando del respeto de sus pares opositores, lo que permitió aprobaciones de importantes proyectos para su pueblo, destacándose entre ellos: la construcción del edificio de la Escuela Primaria N°1, la construcción del edificio de la comisaria, la construcción de las uniones de las rutas provinciales 210 y 215, la construcción del puente sobre el río Samborombón y la construcción del apeadero del Ferrocarril Provincial sobre el puente de cruce del ferrocarril del Sud.
En 1949 es electo Convencional constituyente provincial, pero por orden partidaria se niega a jurar el cargo. El 29 de septiembre de ese año, en forma sorpresiva, al filo de la finalización del período de sesiones ordinarias, se incluyó en el Orden del Día un pedido de desafuero de Balbín presentado por un juez federal de Santa Fe que le había iniciado una causa por desacato al presidente de la Nación a raíz de una denuncia formulada por un diputado peronista. Esto llevó a Balbín a la cárcel de Olmos y con el fueron también apresados, por desacato, los miembros del bloque radical de senadores provinciales, incluyendo a Manuel Alcuaz, que sufría así su tercera prisión por razones políticas.
En 1952 vuelve a ocupar una banca en el Senado provincial, cumpliendo su mandato hasta 1958. En 1967, luego de una celebración realizada por el Club Progreso de Brandsen, decide retirarse de la vida pública.